# Eddesse

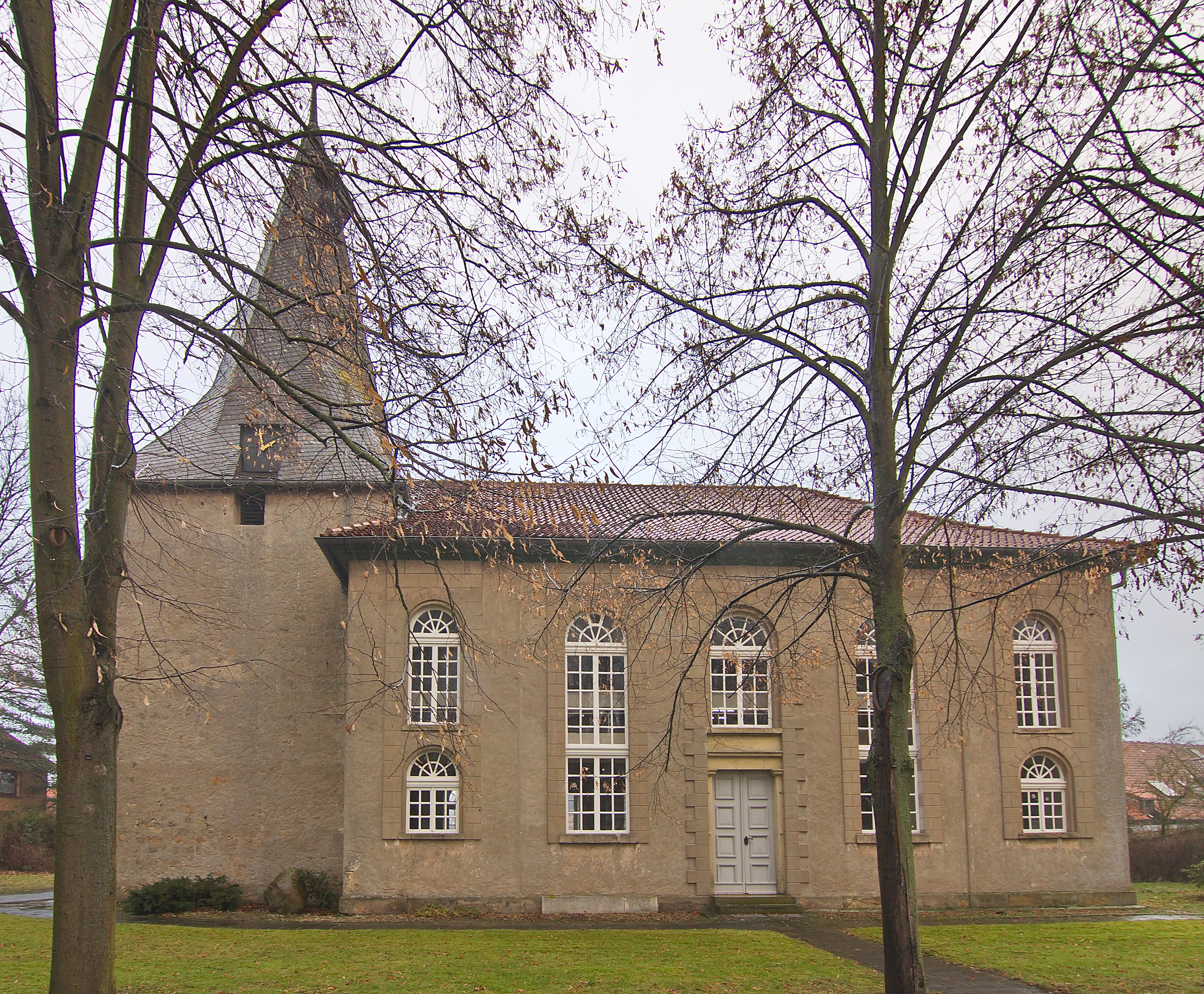
St.-Bernward-Kirche von 1839

Eddesse (niederdeutsch Ederße) ist eine Ortschaft in der Gemeinde Edemissen im Landkreis Peine in Niedersachsen.

## Geographie
Der Ort Eddesse liegt nördlich der Kreisstadt Peine zwischen den beiden Oberzentren Hannover und Braunschweig am Rande der Südheide.
Die ebene Beschaffenheit der von der letzten Kaltzeit geprägten Landschaft wird im Süden von einem sanft auf etwa 80 m ü. NN anwachsenden Hügel, dem Berkhöpen, und im Norden von den Überresten eines Sees, der jetzt ein Moor ist, die Eddesser Seewiesen, geprägt. Etwa zwei Kilometer westlich verläuft die Fuhse, mit einer Breite von etwa zehn Metern ein Grenzfluss zwischen den Landkreisen Peine und Hannover. In die Fuhse mündet das Schwarzwasser, ein kleiner Bach, welcher durch die Gemeinde Edemissen verläuft.

## Geschichte
Als „de Edzesem“ wird der Ort Eddesse erstmals urkundlich im Jahre 1226 erwähnt (oft Verwechselungen mit den Wüstungen Eddessum bei Machtsum und Eddesse(n) bei Essehof). Vermutlich gab es schon weit früher (400–600 vor Chr.) eine Siedlung, bedingt durch die günstige Lage am Eddesser See. Von 1532 bis 1885 gehörte der Ort zur Gografschaft Edemissen im Amt Meinersen. Danach kam er bis heute zum Landkreis Peine. 

Im Zuge der Gebietsreform in Niedersachsen kam es am 1. März 1974 zur Bildung der Einheitsgemeinde Edemissen aus den Ortschaften der Samtgemeinde Edemissen und weiteren acht selbständigen Gemeinden.
Ein Großbrand, der am 13. Mai 1811 wütete, vernichtete in Eddesse auf einen Schlag 16 Wohnhäuser und 14 Scheunen. Einige Eddesser, die dabei ihre Behausungen verloren hatten, siedelten sich daraufhin südwestlich des Ortskerns am Rande des Berkhöpens an und begründeten damit Klein Eddesse (niederdeutsch Lüttschen Ederße).
Die evangelische Kirche St. Bernward wurde 1837 bis 1839 nach Plänen Ludwig Hellners erbaut. Der Kirchturm stammt schon aus dem 14./15. Jahrhundert. Die älteste Läuteglocke ist 1513 gegossen worden, die Schlagglocke 1511.
Im Jahre 1891 wurde der erste Ölbohrturm im Eddesser Teil der Ölfelder bei Oelheim errichtet. Dieser läutete die bis heute andauernde Förderung ein.
Im Jahre 1958 eröffnete der private Flugplatz Peine-Eddesse mit seiner 800 m langen Grasbahn, welche später auf 1000 m verlängert und asphaltiert wurde. Im Jahr 2010 wurde er geschlossen.
Als ein großes Dorffest fand im Jahre 2003 eine 777-Jahr-Feier statt.

### Einwohnerentwicklung
| Jahr               | Einwohner   |
| ------------------ | ----------- |
| 1821               | 329         |
| 1848               | 364         |
| 1. Dezember 1871 ¹ | 433         |
| 1. Dezember 1885 ¹ | 435         |
| 1. Dezember 1905 ¹ | 470         |
| 16. Juni 1925 ¹    | 530         |
| 16. Juni 1933 ¹    | 516         |
| 17. Mai 1939 ¹     | 521         |
| 31. Dezember 1945  | -           |
| 29. Oktober 1946 ¹ | 1094 (1045) |

| Jahr                 | Einwohner |
| -------------------- | --------- |
| 13. September 1950 ¹ | 1125      |
| 6. Juni 1961 ¹       | 986       |
| 1. März 1964         | 929       |
| 27. Mai 1970 ¹       | 885       |
| 1. Juli 2015         | 922       |

¹ Volkszählungsergebnis

## Religion
Im Jahre 1301 wurden die beiden Kirchengemeinden Eddesse und Dedenhausen zu einem Pfarramt zusammengelegt, weil jede Gemeinde für sich keinen eigenen Pfarrer unterhalten konnte.
Die protestantische Glaubensrichtung festigte sich schon im frühen 16. Jahrhundert. Die St.-Bernward-Kirchengemeinde gehört heute zum Kirchenkreis Peine.
Im Herbst 2007 wurde die Pfarrstelle Eddesse gestrichen und das Pfarramt neu geordnet. Eddesse wurde Kirchengemeinde unter dem Pfarramt Abbensen und Dedenhausen unter dem Pfarramt Eltze.

## Politik

### Ortsrat
Der Ortsrat, der Eddesse vertritt, setzt sich aus sieben Mitgliedern zusammen. Die Ratsmitglieder werden durch eine Kommunalwahl für jeweils fünf Jahre gewählt.
Bei der Kommunalwahl 2021 ergab sich folgende Sitzverteilung:
| Ortsrat 2021Insgesamt 7 Sitze - SPD: 4 - FDP: 1 - FW-PB: 1 - TEAM: 1 |

### Ortsbürgermeisterin
Ortsbürgermeisterin ist Petra Thormählen-Seidel (SPD).

### Wappen
Im oberen Teil des Wappens ist der blaue lüneburgische Löwe zu erkennen, wie er auch auf vielen anderen Wappen der Gemeinde abgebildet ist. Darunter ist ein weißer Stein vor blauem Grund zu erkennen, der nach einer alten Sage von einem Riesen aus dem Harz mitgeführt wurde, welcher über das Schwarzwasser stolperte. Durch die Wucht des Aufpralls hinterließ er die Kniekuhlen. Die Anordnung dieser teilweise mit Wasser gefüllten Vertiefungen erinnert, mit etwas Phantasie, tatsächlich an einen menschlichen Abdruck.

## Kultur und Sehenswürdigkeiten

### Bauwerke
- Die 1839 geweihte St.-Bernward-Kirche ersetzte die wegen Baufälligkeit im ersten Drittel des 19. Jahrhunderts gesperrte Vorgängerkirche. Sie wurde nach Plänen des Konsistorialbaumeisters Friedrich August Ludwig Hellner an den vorhandenen Turm aus dem 14. Jahrhundert gebaut. Sie verfügt über zwei Glocken aus dem 16. Jahrhundert.

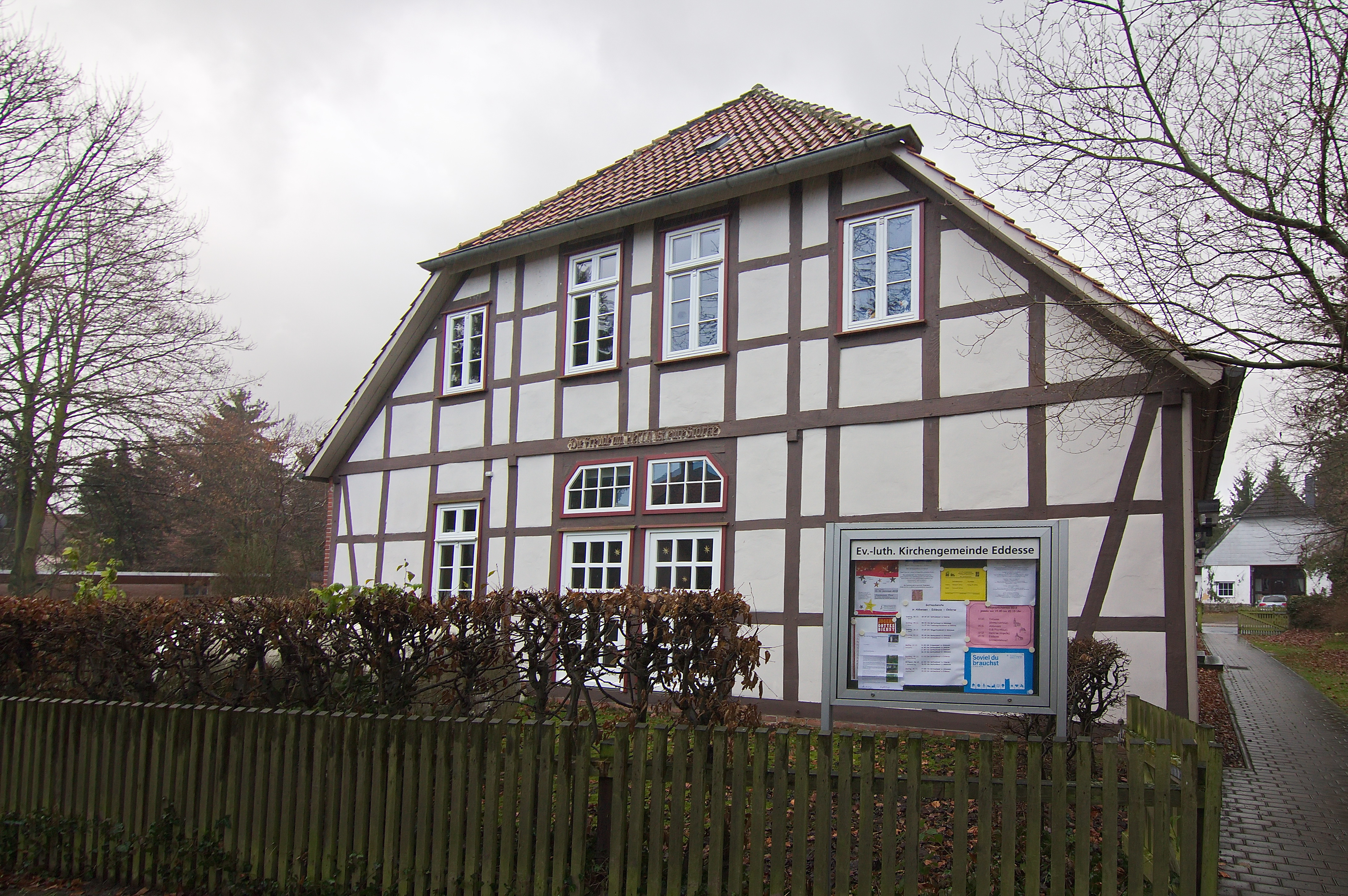
Ehemaliges Pfarrhaus, jetzt Gemeindehaus
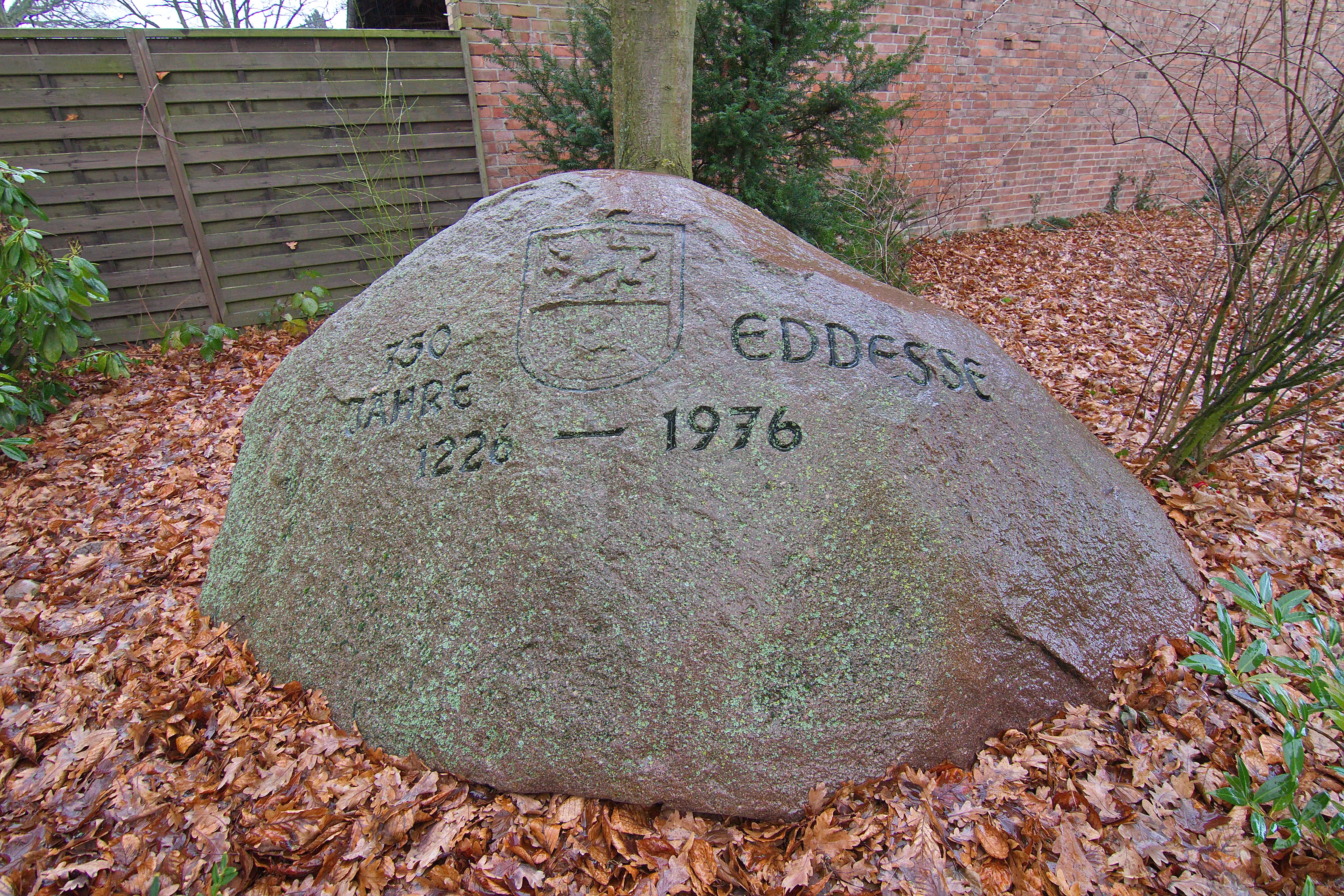
Gedenkstein 750 Jahre Eddesse
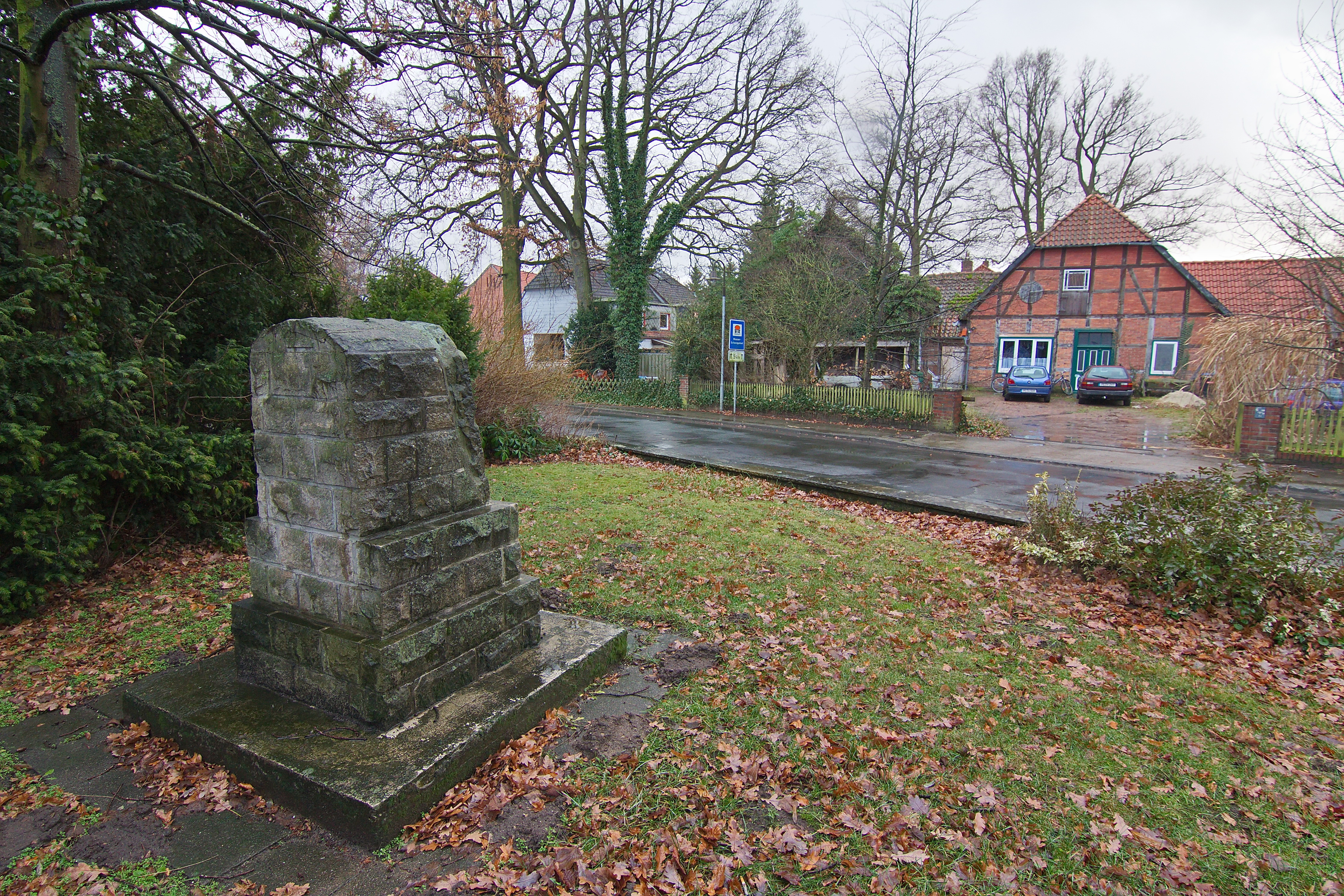
Ortsansicht

### Grünflächen und Naherholung
Besonders die ringartig um die als Naturschutzgebiet für den Zutritt gesperrten Eddesser Seewiesen verlaufende Weiden- und Sumpflandschaft ist sehr reizvoll. Hier können seltene Arten oder besondere Gäste wie z. B. der Weißstorch beobachtet werden.

## Persönlichkeiten
- Karl Ernst (1806–1898) war von 1837 bis 1857 Pastor von Eddesse und Dedenhausen.

## Wirtschaft und Infrastruktur

### Unternehmen
Das umliegende Land ist fruchtbar und wird daher, soweit es möglich ist, als Ackerland für die typischen Erzeugnisse dieser Region genutzt (Kartoffeln, Getreide, Mais, Zuckerrübe und als regionale Spezialität Spargel). Auch gibt es Viehwirtschaft und daneben noch ein Erdölvorkommen im Südwesten des Ortes.
Bis in die erste Hälfte des vorigen Jahrhunderts wurde auch eine nicht unbedeutende Menge Kalisalz abgebaut.

### Verkehr

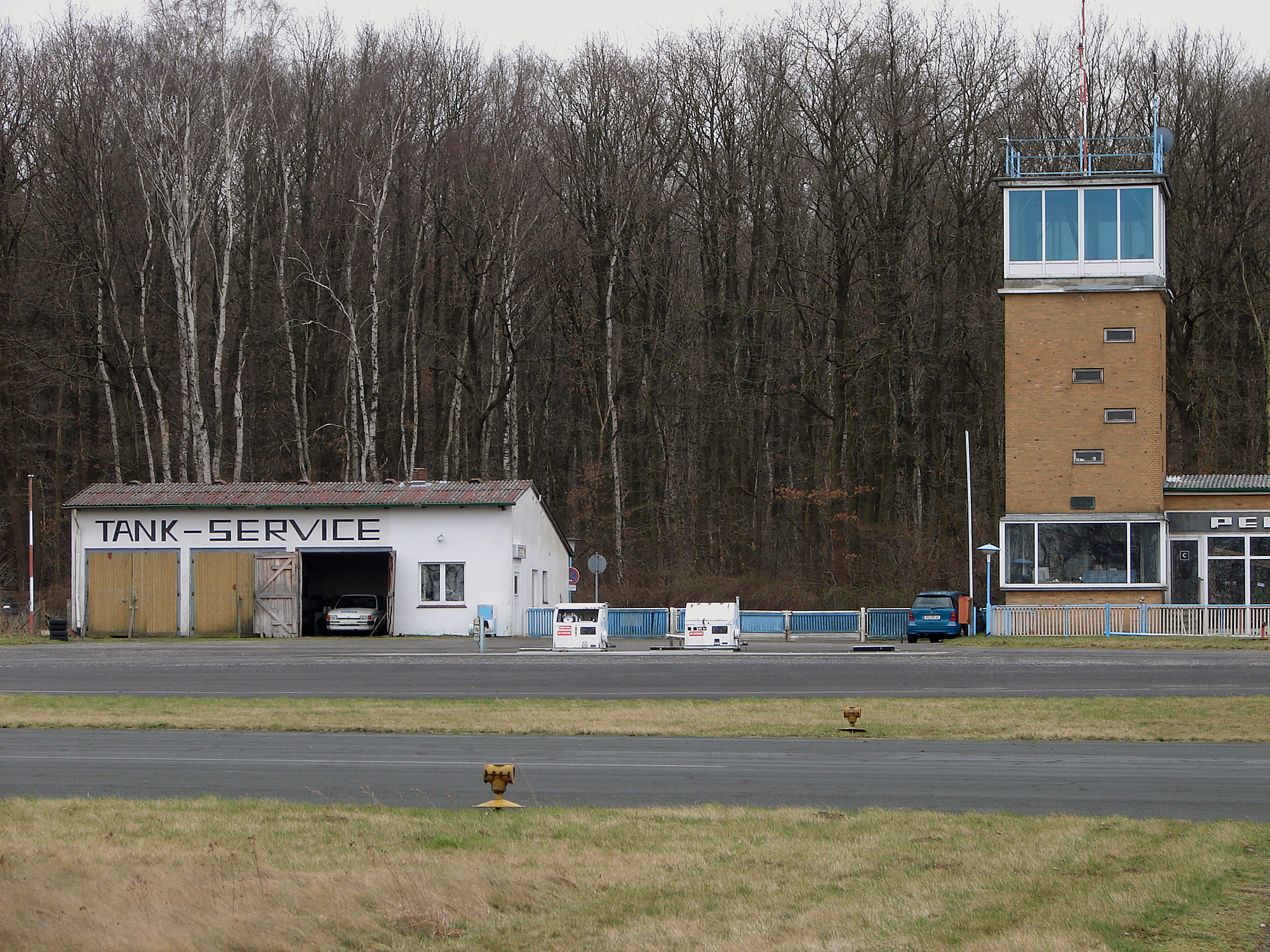
Flugplatz Peine-Eddesse

Eddesse wird von drei Landstraßen durchzogen, welche in die Nachbarorte Edemissen, Wehnsen, Dedenhausen und Dollbergen führen. Es gibt eine Busverbindung nach Edemissen und Peine. Die Anschlussstellen Peine, Hämelerwald und Braunschweig-Watenbüttel der A 2 stellen die nächstgelegenen Anbindungen an das deutsche Autobahnnetz dar.
Die Bahnhöfe Peine, Dedenhausen, Dollbergen und Hämelerwald bieten Anschlüsse zum regionalen Bahnverkehr. Durch die benachbarten Orte Dedenhausen und Dollbergen führt die Eisenbahnstrecke Hannover–Berlin, in deren Bahnhöfen die Regionalzüge zwischen Hannover und Wolfsburg halten.
Östlich von Klein Eddesse liegt der Flugplatz Peine-Eddesse, der seit dem 12. April 2010 geschlossen ist.